# Vladimír Pucholt
Vladimír Pucholt (* 30. prosince 1942 Praha) je československý (dnes český) herec a britský a kanadský lékař, specializace pediatr a neonatolog.

## Život
Pucholtův otec, advokát, po roce 1948 odmítl se touto profesí živit s tím, že v bezprávním státě to dělat nebude. Živil se pak jako tramvaják nebo pomocník na stavbách. A tak syn Vladimír, jehož snem bylo vedle medicíny i studium jazyků, nedostal doporučení na vysokou školu.

### Herectví, mládí
Debutoval v devíti v první z dětských rolích, jako dvanáctiletý ve snímku Miloše Makovce Návštěva z oblak, o rok později v hlavní roli žáka Chocholky v komedii Oldřicha Lipského Vzorný kinematograf Haška Jaroslava.
Známým a populárním se stal svými prvními významnými rolemi ve filmech Miloše Formana Černý Petr a Konkurs (1963/64). Dále hlavními rolemi ve známém filmovém muzikálu Ladislava Rychmana Starci na chmelu (1964) a v dalším, spolu s Hanou Brejchovou, i herecky mezinárodně úspěšným, Formanově snímku Lásky jedné plavovlásky (1965).
Poprvé na DAMU v Praze nebyl přijat. Vyučil se spojovým mechanikem v Tesle Karlín. Během posledního roku na učilišti se ale rozhodl, že zkoušky na DAMU ještě jednou zkusí. Tam nad jeho kádrovým profilem, po jeho druhém přihlášení, přimhouřili oči. V roce 1965 absolvoval.
„Když jsem šel na školu, tak mi pan Pešek říkal, že škola mě pravděpodobně připraví o moji trhlost a že tu trhlost budu hledat možná desetiletí, možná celý život a možná, že už ji vůbec nenajdu. A pravda je, že metody ve škole se tomu blížily. Vy všichni jste nějakým způsobem deformovaní a my z vás nejdříve musíme udělat normální lidi, naučíme vás normálně chodit, normálně mluvit. Přitom na DAMU přijde každý rok řada originálních lidí – to jsou samorosty. A stačilo by je jenom jednoduchým způsobem upravit a budou z nich velmi osobití lidé, kteří jsou na našem jevišti potřeba, nic takového univerzálního. Ale oni je nacpou do formiček a to, co přečuhuje, ořežou. Po čtyřech letech to vyndají a diví se, že je to zmetek. Já bych se nedivil.“
– Vladimir Pucholt, Sešity pro mladou literaturu, č. 1 / 1966
Po ukončení studia roku 1965 nastoupil do právě založeného pražského Činoherního klubu. Jan Kačer, který soubor sestavoval, k výběru herců řekl: „Chtěl jsem, aby to byli lidi, kteří nenáviděli totalitu, měli v sobě fantazii, tvořivost, svobodu.“ Pucholt zde hrál do roku 1967, kdy emigroval do Velké Británie.
O svém úmyslu odejít do exilu se Vladimír Pucholt svěřil pouze Jaroslavu Vostrému, uměleckému šéfovi Činoherního klubu. Vostrý v knize Činoherní klub 1965–1972 vzpomíná: „Bylo mi to nesmírně líto, ale chápal jsem ho. Dohodli jsme se, že ještě dozkouší Chlestakova. Zkoušel tak, jako by ho měl hrát léta a ne jen na premiéře a čtyřech reprízách. Že mi o záměru emigrovat vůbec řekl, svědčilo o jeho vztahu a odpovědnosti k divadlu.“

### Lékařství, rodina
Po příchodu do Anglie se živil příležitostnými pracemi, uklízel byty, pak se mu podařilo získat místo laboranta v nemocnici. Brzy poté, 1968, v pětadvaceti, obeslal britské lékařské fakulty přihláškami ke studiu, uspěl na Univerzitě v Sheffieldu. Absolvoval v roce 1974 s vynikajícím prospěchem, získal Zlatou medaili za klinickou medicínu. Během studia na něj měli rozhodující vliv dva výborní pediatři, John Lorber a Ronald Illingworth, kteří ho přivedli ke specializaci na neonatologii.
V roce 1981 se s manželkou Rosemary odstěhovali, s tehdy šestiletou dcerou Camillou Evou a o dva roky mladším synem Lindsayem, do Kanady, kde měl lepší podmínky pro svou práci, chyběli tam i lékaři s jeho specializací. Rok působil v Torontu, v letech 1982–85 v North Bay na severu.
V roce 1985 se vrátili do Toronta, kde se po čase stal vedoucím lékařem neonatologického oddělení tamní nemocnice. Zároveň si otevřel ordinaci ve svém domě.
Do odchodu do penze pracoval ve vlastní praxi v Torontu jako dětský lékař, spolu s manželkou Rosemary.
K roli herce se vrátil pouze ve filmu Vojtěcha Jasného Návrat ztraceného ráje (1999). 
„Nemám v úmyslu vrátit se ke hraní. Tohle jsem udělal proto, že mne Vojtův příběh chytil za srdce. Chtěl jsem tím něco vysvětlit.“
– Vladimír Pucholt, 1999, v interview na Reflexu
Při příležitosti natáčení tohoto filmu byl mj. hostem Marka Ebena v televizním pořadu Na plovárně.
Ostře pozoruje situaci v první vlasti:
„Dlužíme několika lidem pár facek a těch pár facek nepadlo. Dlužíme spravedlnosti.
... Slušní lidé se dobrovolně vzdávají vlády ve prospěch podvodníků.
... špinavé peníze, o nichž pan Klaus řekl, že je nezná, jsou tady stále. Jsou přitištěné na tělech špinavých lidí. Měly se z nich odloupnout, protože jim nepatřily, a dát je lidem, kteří by je použili k dobrým věcem.
... Lidí, kteří museli ze svých vlastí odejít a hledat nové domovy, je opravdu hodně. Když se podíváte na dvacáté století, není v dějinách nic krutějšího a smrtelnějšího, protože máme na sebe daleko lepší věci, jak se pobít.
... Pořád mi vrtá hlavou ta představa, jak někdo z těch křiváků jde poprosit o odpuštění. Nemůžu si vzpomenout, že by to někdo udělal. Taky nikoho takového neznám. Viníci raději říkají, že se "dělaly chyby" nebo "to byla taková doba" a mnoho jiných pořekadel, za nimiž ukrývají svou osobní vinu.“
– Vladimír Pucholt, 1999, v interview na Reflexu

### Pomoc v počátcích exilu
Vladimír Pucholt vděčně vzpomíná na pomoc v prvních letech exilu v Británii, mj. od Lindsay Andersona, Davida Cornwella (občanské jméno spisovatele Johna le Carrého).
V životopisné knize Johna le Carrého (nar. 1931, známý anglický spisovatel špionážních románů) Holubí tunel (The Pigeon Tunnel, 2016) je zmínka o Vladimíru Pucholtovi, jeho počátcích v Anglii. Aby Pucholt nemusel žádat o politický azyl, na popud britského filmaře českého původu Karla Reisze požádal John le Carré prostřednictvím známého novináře manželku tehdejšího ministra vnitra Roy Jenkinse o pomoc. Ta pak prosbu předložila manželovi ráno u snídaně spolu s uvařeným vajíčkem. Le Carré později finančně pomáhal Pucholtovi při jeho studiích medicíny, ten s vděčností celou půjčku po absolvování školy vrátil do poslední pence.

## Film a divadlo

### Filmografie
zdroj ČSFD.cz )

#### Filmy
Československo
- 1952 Konec strašidel
- 1955 Hastrman (studentský film, krátkometrážní)
- 1955 Návštěva z oblak
- 1955 Punťa a čtyřlístek
- 1955 Vzorný kinematograf Haška Jaroslava
- 1956 Dobrodružství Toma Sawyera (TV)
- 1956 Nezlob, Kristino
- 1957 Brankář bydlí v naší ulici
- 1958 Kasaři
- 1958 O věcech nadpřirozených
- 1960 Žalobníci
- 1961 Malý Bobeš, režie Jan Valášek
- 1962 Měšťáci (TV)
- 1962 Oranžový měsíc
- 1962 Pozdní láska (TV)
- 1962 Šestý do party (TV)
- 1963 Černý Petr, režie Miloš Forman, role Čenda
- 1963 Kdyby ty muziky nebyly (součást pásma Konkurs), režie Miloš Forman
- 1964 Démanty noci, režie Jan Němec, hlas Druhý (herec Antonín Kumbera)
- 1964 První den mého syna, režie Ladislav Helge, role Žluťásek / Jiří Kouba
- 1964 Starci na chmelu, režie Ladislav Rychman, role Filip
- 1964 Konkurs, režie Miloš Forman, role Vláďa (segment Kdyby ty muziky nebyly)
- 1965 Souhvězdí Panny, režie Zbyněk Brynych, role Veleba
- 1965 Lásky jedné plavovlásky, režie Miloš Forman, role Milda
- 1967 Svatba jako řemen, režie Jiří Krejčík, role mladší příslušník VB

Německo (NSR)
- 1970 Malatesta (TV), režie Peter Lilienthal, role Gardstein, ocenění Deutscher Filmpreis[15] 1970, nejlepší mužská vedlejší role

Česko
- 1999 Návrat ztraceného ráje, režie Vojtěch Jasný
- 2014 V klidu a naplno, režie Josef Abrhám ml

dokumentární
- 1996 Tři životy Vladimíra Pucholta (TV)
- 1997 Výlety Miroslava Horníčka
- 1998 Vyšší principy Jiřího Krejčíka (TV)
- 2002 Spravedlnosti času... (TV)
- 2011 Holka vítr (S12E12)
- 2011 Příběhy slavných (seriál)
- 2013 Hoteliér
- 2015 Magický Činoherní klub (seriál)
- 2015 Můj Vladimír Pucholt (TV)

účinkující v pořadech
- 1995 Úsměvy českého filmu
- 1998 Na plovárně
- 2010 Komici na jedničku

### Divadlo
Činoherní klub – herec v inscenacích
- 1967 Nikolaj Vasiljevič Gogol: Revizor, režie Jan Kačer, role Chlestakov, úředník z Petěrburgu
- 1966 Ladislav Smoček: Podivné odpoledne dr. Zvonka Burkeho (v jednom večeru s Bludištěm), režie Ladislav Smoček, role Burke
- 1965 Albert Camus: Spravedliví, režie Jan Kačer, role Alexej Vojnov
- 1965 Sean O'Casey: Pension pro svobodné pány, režie Jiří Krejčík, role Halibud